# Stern der Volksrepublik Rumänien

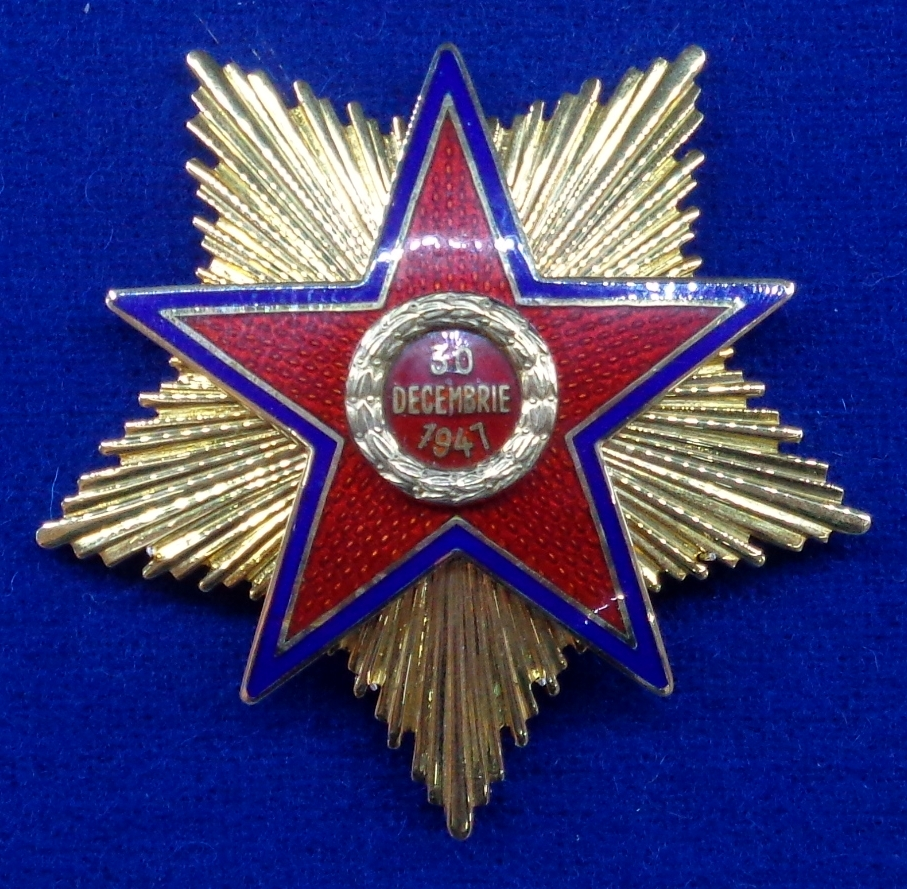
1. Klasse

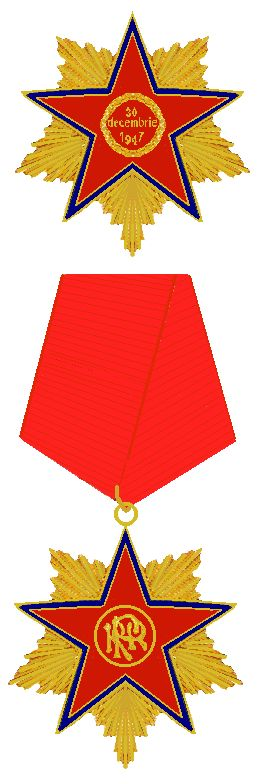
Stern der Volksrepublik Rumänien, 3. Klasse

Der Stern der Volksrepublik Rumänien war ein Orden der Volksrepublik Rumänien in den Jahren 1948 bis 1966.

## Erstes Modell: von 1948 bis 1964
Die Auszeichnung wurde am 12. Januar 1948 durch Dekret Nr. 40 P-RPR, veröffentlicht am 13. Januar 1948 im Monitorul Oficial Nr. 10, gestiftet.
Der Orden hatte allgemeinen Charakter. Er konnte Zivil- und Militärpersonen, sowohl Rumänen als auch Ausländern, zur Belohnung für politischen, kulturellen, sozialen oder wissenschaftlichen Einsatz und für die Verwirklichung der Freiheit, der Demokratie und des Aufbaus der rumänischen Volksrepublik verliehen werden. Die Verleihung erfolgte auf Veranlassung des Staatsrates der Volksrepublik.
Der Orden wurde in fünf Klassen verliehen.
1. Klasse, Ordenszeichen in Gold, an der linken Brust getragen
2. Klasse, Ordenszeichen in Silber, an der linken Brust getragen
3. Klasse, Ordenszeichen in Gold am Band, an der rechten Brust getragen
4. Klasse, Ordenszeichen in Silber am Band, an der rechten Brust getragen
5. Klasse, Ordenszeichen in Bronze am Band, an der rechten Brust getragen

Das Ordenszeichen, das nach Trageweise in der Größe variiert, ist ein fünfstrahliger, dunkelblaubordierter, karminroter Stern mit glatten Strahlen in den Winkeln. Das Aversmedaillon der 1. und 2. Klasse trägt in einem Kranz von Lorbeerblättern die Inschrift 30. Decembrie 1947, das Datum der Abdankung König Mihai I., das Ordenszeichen der 3. bis 5. Klasse das Monogramm RPR, das Reversmedaillon dieser Klassen die Inschrift 30. Decembrie 1947.
Das Ordensband ist einfarbig rot, gewässert und 22 mm breit. Es wird nach sowjetischem Vorbild an der Pentagonalspange getragen.
Die Interimsspange, die zur Uniform getragen wurde, zeigt einen Stern in der Farbe der jeweiligen Klasse und je nach Klasse 4 mm breite Randstreifen bei der ersten, bzw. zweiten Klasse.
Die erste Klasse dieses Modells wurde in einem Exemplar in massiven Gold hergestellt.
Die verliehenen Auszeichnungen waren mit Verleihungsnummern versehen.

## Zweites Modell: von 1964 bis 1966
Per Dekret 507 C.S., veröffentlicht am 10. Oktober 1964 durch B. Of. Nr. 13, erfolgte eine Modelländerung.
Ab diesem Zeitpunkt veränderte sich das Aussehen des Ordenszeichen komplett. Der Unterschied der jeweiligen Klasse wird durch die Farbe des Sterns, des Medaillons und durch Auflagen von Similibrillanten gekennzeichnet:
1. Klasse: das Ordenszeichen ist ein fünfstrahliger Silber vergoldeter Stern mit je fünf, an den Spitzen breiten Strahlen. Der mittlere Strahl ist mit Similibrillanten besetzt. Das Medaillon ist mit einem unten gebundenen Lorbeerkranz mit Früchten umgeben. Der Ring des Medaillons ist ebenfalls mit Similibrillanten besetzt. Das Medaillon ist karminrot emailliert und ist wie alle Klassen mit dem vergoldeten Wappen der Volksrepublik Rumänien belegt.
2. Klasse: das Aussehen des Ordenszeichen gleicht dem der 1. Klasse, der Mittelstrahl der Strahlenbündel ist jedoch nicht mit Steinen belegt.
3. Klasse: das Ordenszeichen gleicht dem der 2. Klasse, ist jedoch ist das Landeswappen im Medaillon in Silber.
4. Klasse, das Ordenszeichen in Silber, der Lorbeerkranz patiniert. Der Rand um das Medaillon ist glatt und nicht mit Steinen besetzt. Das Medaillon ist blau emailliert.
5. Klasse, das Ordenszeichen ist bis auf das Landeswappen gänzlich in Silber, das Medaillon ist orange transparent emailliert.

Auf dem Revers befindet sich ein waagerechtes Nadelsystem mit Sicherheitsverschluss. Die Auszeichnungen sind aus Silber hergestellt. Die Interimsspangen entsprechen dem ersten Modell.

## Nachfolgendes Modell
Am 13. April 1966 erfolgte durch das Dekret Nr. 271 des Staatsrates die Umbenennung in Stern der Sozialistischen Republik Rumänien. Durch die kurze Verleihungszeit dieses Modells sind alle Klassen sehr selten.